# Антон Дункерн
Антон Леонард Дункерн (нім. Anton Leonhard Dunckern; 29 червня 1905, Мюнхен — 9 грудня 1985, Мюнхен) — німецький офіцер, бригадефюрер СС і генерал-майор поліції.

## Біографія
В 1922 році вступив в добровольчий корпус «Оберланд», у складі якого брав участь в Пивному путчі. У вересні 1930 року вступив в НСДАП (квиток №315 601) і СС (посвідчення №3526). З лютого 1935 по березень 1936 року служив у відділенні гестапо в Бреслау, з березня 1936 по червень 1941 року — в Саарбрюкені. Одночасно з вересня 1939 по березень 1941 року — начальник СД в Брауншвейзі. З липня 1940 по липень 1944 року — командувач СД і поліції безпеки в Лотарингії-Саарпфальці, одночасно був уповноваженим Імперського комісара з консолідації німецького народу в даному регіоні. З 1 жовтня по 18 листопада 1944 року — керівник СС і поліції Меца. 20 листопада взятий в полон американськими військами. Після війни переданий французькій владі і засуджений до тривалого ув'язнення. В 1954 році звільнений.

## Звання
- Штурмфюрер СС (12 липня 1933)
- Оберштурмфюрер СС (20 березня 1934)
- Гауптштурмфюрер СС (20 квітня 1934)
- Штурмбанфюрер СС (4 липня 1934)
- Оберштурмбанфюрер СС (1 січня 1935)
- Штандартенфюрер СС (24 грудня 1935)
- Оберфюрер СС (20 вересня 1939)
- Бригадефюрер СС і генерал-майор поліції (9 листопада 1942)

## Нагороди
- Орден крові (9 листопада 1933)
- Почесний кут старих бійців
- Спортивний знак СА
- Кільце «Мертва голова»
- Почесна шпага рейхсфюрера СС
- Медаль «У пам'ять 13 березня 1938 року»
- Медаль «У пам'ять 1 жовтня 1938»
- Хрест Воєнних заслуг
  - 2-го класу з мечами (1 грудня 1940)
  - 1-го класу з мечами (21 вересня 1942)
- Медаль «За вислугу років у СС»
  - 4-го ступеня (4 роки; 1 лютого 1941)
  - 3-го ступеня (8 років; 1 грудня 1941)
- Медаль «За Атлантичний вал» (1 березня 1942)